# Brestanica
Brestanica (niem. Reichenburg) – wieś w Słowenii, w gminie Krško. W 2018 roku liczyła 926 mieszkańców.
We wsi jest stacja kolejowa Brestanica.